# Гриценко, Василий Трофимович
Василий Трофимович Гриценко (3 апреля 1923 года — 30 июня 1992 года) —  старший сержант, командир орудия 160-го отдельного противотанкового артиллерийского дивизиона 169-й стрелковой дивизии 40-го стрелкового корпуса 3-й армии 1-го Белорусского фронта, полный кавалер Ордена Славы (1946).

## Биография
Родился 3 апреля 1923 года в селе Владимировка ныне Межевского района Днепропетровской области в крестьянской семье.
Получил неполное среднее образование. Работал слесарем на паровозоремонтных заводах в Днепропетровске и в Ташкенте.
В 1942 году был призван в РККА, проходил обучение в Ташкентском пулемётно-миномётном училище. С августа 1942 года находился на фронтах Великой Отечественной войны.
24 июня 1944 года старший сержант Гриценко, будучи командиром расчёта 45-мм орудия 160-го отдельного истребительно-противотанкового дивизиона 169-й стрелковой дивизии 3-й армии 1-го Белорусского фронта, в бою в районе деревни Яново и Староселье Быховского района Могилёвской области Белорусской ССР уничтожил 2 крупнокалиберных пулемёта и до 10 вражеских солдат. 19 июля 1944 года награждён орденом Славы 3 степени.
Во время боёв на территории Польши вблизи населенных пунктов Глажево, Виты и Дечиско с 15 по 18 января 1945 года в составе орудийного расчёта подавил 8 вражеских огневых точек и поразил штурмовое орудие противника. 3 марта 1945 года награждён орденом Славы 2 степени.
28 апреля 1945 года, будучи командиром орудийного расчета Гриценко в районе населённого пункта Тейров при отражении вражеской контратаки заменил выбывшего из строя командира стрелкового взвода и уничтожил вместе с бойцами 2 крупнокалиберных и 2 ручных пулемёта, 4 автомобиля и более взвода вражеских солдат.
5 мая 1945 года в бою под городом Гентин, командуя взводом, подавил огонь 4 крупнокалиберных пулемётов и 2 орудий и вывел из строя десятки солдат противника. Указом Президиума Верховного Совета СССР 15 мая 1945 года награжден орденом Славы 1 степени, став полным кавалером ордена Славы.
В 1947 году демобилизован. После демобилизации с 1953 по 1983 год работал председателем колхоза «Украина» в Новониколаевском районе Запорожской области, в дальнейшем жил в городе Запорожье.
Умер 30 июня 1992 года.